# وستریوتلاند

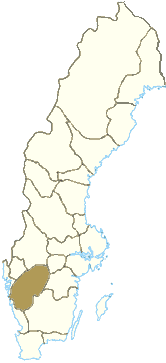
موقعیت وسترگوتلاند در سوئد

وستریوتلاند (سوئدی: Västergötland؛ تلفظ[ˈvɛ̂s:tɛrˌjø:tland] ()) یکی از استان‌های سوئد است که در جنوب غربی این کشور قرار دارد. در ادبیات کهن‌تر ممکن است با نام (Westrogothia) برای این استان روبرو شوید.
این استان با استان‌های اوستریوتلاند، نرکه، ورملاند، دالسلاند، بوهوسلن، اسملاند و هاللاند مرز مشترک دارد. همچنین دو دریاچه بزرگ سوئد هم در مرزهای این استان قرار دارد. وسترگوتلاند خط کوتاه ساحلی نیز دارد. در این خط ساحلی کوچک بزرگ‌ترین شهر این استان یعنی یوتبری واقع شده‌است.